# Ayabe, Kyōto
Ayabe (綾部市 Ayabe-shi) là thành phố thuộc phủ Kyōto, Nhật Bản. Tính đến ngày 1 tháng 10 năm 2020, dân số ước tính thành phố là 31.846 người và mật độ dân số là 92 người/km2. Tổng diện tích thành phố là 347,1 km2.

## Địa lý

### Đô thị lân cận
- Kyōto
  - Maizuru
  - Fukuchiyama
  - Nantan
  - Kyōtamba
- Fukui
  - Ōi
  - Takahama

### Khí hậu
| Dữ liệu khí hậu của Mutsuyori, Ayabe     | Dữ liệu khí hậu của Mutsuyori, Ayabe | Dữ liệu khí hậu của Mutsuyori, Ayabe | Dữ liệu khí hậu của Mutsuyori, Ayabe | Dữ liệu khí hậu của Mutsuyori, Ayabe | Dữ liệu khí hậu của Mutsuyori, Ayabe | Dữ liệu khí hậu của Mutsuyori, Ayabe | Dữ liệu khí hậu của Mutsuyori, Ayabe | Dữ liệu khí hậu của Mutsuyori, Ayabe | Dữ liệu khí hậu của Mutsuyori, Ayabe | Dữ liệu khí hậu của Mutsuyori, Ayabe | Dữ liệu khí hậu của Mutsuyori, Ayabe | Dữ liệu khí hậu của Mutsuyori, Ayabe | Dữ liệu khí hậu của Mutsuyori, Ayabe |
| Tháng                                    | 1                                    | 2                                    | 3                                    | 4                                    | 5                                    | 6                                    | 7                                    | 8                                    | 9                                    | 10                                   | 11                                   | 12                                   | Năm                                  |
| ---------------------------------------- | ------------------------------------ | ------------------------------------ | ------------------------------------ | ------------------------------------ | ------------------------------------ | ------------------------------------ | ------------------------------------ | ------------------------------------ | ------------------------------------ | ------------------------------------ | ------------------------------------ | ------------------------------------ | ------------------------------------ |
| Lượng Giáng thủy trung bình mm (inches)  | 190.6 (7.50)                         | 154.8 (6.09)                         | 153.0 (6.02)                         | 115.2 (4.54)                         | 141.8 (5.58)                         | 152.9 (6.02)                         | 196.1 (7.72)                         | 148.8 (5.86)                         | 229.5 (9.04)                         | 189.6 (7.46)                         | 140.5 (5.53)                         | 170.2 (6.70)                         | 1.983,1 (78.07)                      |
| Số ngày giáng thủy trung bình (≥ 1.0 mm) | 20.2                                 | 17.4                                 | 16.4                                 | 12.2                                 | 11.1                                 | 12.1                                 | 13.3                                 | 10.1                                 | 13.3                                 | 12.6                                 | 13.8                                 | 17.9                                 | 170.6                                |
| Nguồn: Cục Khí tượng Nhật Bản            |                                      |                                      |                                      |                                      |                                      |                                      |                                      |                                      |                                      |                                      |                                      |                                      |                                      |

## Giao thông

### Đường sắt
JR West – Tuyến San'in chính
- Yamaga - Ayabe - Kamikawaguchi - Takatsu

 JR West – Tuyến San'in chính
- Ayabe - Fuchigaki - Umezako

### Cao tốc/Xa lộ
- Cao tốc Maizuru-Wakasa
- Cao tốc Kyōto Jūkan
- Quốc lộ 27
- Quốc lộ 173
- Quốc lộ 478